# Feröeri labdarúgókupa
A feröeri labdarúgókupa Feröer nemzeti labdarúgó kupája, amely az ország egyik legfontosabb futballsorozata a Feröeri labdarúgó-bajnokság mellett. 1955 óta rendezik meg, 1999 óta Løgmanssteypið (Løgmaður-kupa) néven.

## Története
1978-ig csak első ligás csapatok vehettek részt, 1979 óta azonban a négy osztály összes csapata indulhat, de mindegyik csak az első csapatával. A döntőket 1979-től 1999-ig a tórshavni Gundadalur Stadion műfüves pályáján játszották, 2000 óta pedig a szintén fővárosi Tórsvøllur Stadion természetes gyepén. A kupagyőztes indulhat az UEFA-kupa selejtezőjében (amennyiben ő a bajnok jogán a Bajnokok Ligája selejtezőben indul, a másik döntős veszi át a helyét).

## Lebonyolítás
2005 óta a kupát egyenes kieséses rendszerben szervezik. Azelőtt volt egy csoportkör is, de azt a bajnokság első három osztályának 27 játéknapra való kiterjesztésekor megszüntették. A jelenlegi 20 induló közül 12 kiemelt (a 10 elsőligás és a két kieső) egyből a nyolcaddöntőben kezd, a többi nyolc csapat egy mérkőzésen dönti el a fennmaradó négy hely sorsát. A nyolcad- és negyeddöntőkben is egy mérkőzésen dől el a továbbjutás; ha a rendes játékidőben nem dől el a mérkőzés, 30 perc hosszabbítás, ha még így sem, tizenegyesrúgások következnek. Az elődöntőben oda- és visszavágó is van. A döntőben 90 perc a játékidő, ha ez döntetlen, második mérkőzést is játszanak, ahol szükség esetén sor kerülhet 30 perc hosszabbításokra és tizenegyesrúgásokra.

## Eddigi kupagyőztesek
| Címek száma | Csapat        | Szezon |
| ----------- | ------------- | --- |
| 27          | HB Tórshavn   | 1955, 1957, 1959, 1962, 1963, 1964, 1968, 1969, 1971, 1972, 1973, 1975, 1976, 1978, 1979, 1980, 1981, 1982, 1984, 1987, 1988, 1989, 1992, 1995, 1998, 2004, 2019 |
| 6           | GÍ Gøta       | 1983, 1985, 1996, 1997, 2000, 2005 |
| 5           | TB Tvøroyri   | 1956, 1958, 1960, 1961, 1977 |
| 5           | KÍ Klaksvík   | 1966, 1967, 1990, 1994, 1999 |
| 5           | B36 Tórshavn  | 1965, 1991, 2001, 2003, 2006 |
| 4           | EB/Streymur   | 2007, 2008, 2010, 2011 |
| 2           | NSÍ Runavík   | 1986, 2002 |
| 5           | Víkingur Gøta | 2009, 2012, 2013, 2014,2015, |
| 1           | FC Suðuroy    | 1974 |
| 1           | B71 Sandur    | 1993 |

## Más kupák
A nemzeti kupa mellett korosztályos kupákat is rendeznek az ifiknek (Th. Dam & Co. Steypið), serdülőknek (Blaðberasteypið), gyerekeknek (Cadbury steypið), az 1. és 2. osztályú női csapatoknak (Steypakappingin Kvinnur), 14-17 éves lányoknak (Mótasteypið) és 12-14 éves lányoknak (Niels L. Arge steypið).